# Olympische Winterspelen 1968
De Xe Olympische Winterspelen werden in 1968 gehouden in Grenoble, Frankrijk. Ook Calgary (Canada), Lahti (Finland), Åre (Zweden), Sapporo (Japan), Oslo (Noorwegen) en Lake Placid (Verenigde Staten) stelden zich kandidaat.

## Hoogtepunten
- Voor het eerst deed de DDR mee als apart land, dit zeer tegen de zin van West-Duitsland. De wrevel tussen de twee landen ontlaadde zich bij het vrouwenrodelen. Na drie van de vier ritten, lagen de Oost-Duitse dames stevig aan de leiding. Op aandringen van de West-Duitse officials werden voor de vierde rit de ijzers van de Oost-Duitse sledes gecontroleerd. Deze ijzers bleken, in strijd met de regels, verwarmd. De Poolse wedstrijdleider besloot dat de Oost-Duitsers gewoon mochten starten nadat de ijzers waren afgekoeld in de sneeuw. Zij werden uiteindelijk eerste, tweede en vierde. De West-Duitsers tekenden echter protest aan en de jury besloot het Oost-Duitse team uit de uitslag te schrappen.
- Jean-Claude Killy (Frankrijk, alpineskiën) wist het record van Toni Sailer te evenaren door alle drie de onderdelen bij het alpineskiën te winnen. Zijn overwinning bij de slalom kwam tot stand na een controversiële beslissing van de jury die Karl Schranz uit Oostenrijk diskwalificeerde. De wedstrijd werd afgewerkt in een dichte mist. Aanvankelijk werd Killy aangewezen als winnaar aangezien Schranz niet eens de finish wist te bereiken. Schranz had zijn afdaling afgebroken bij het 22e poortje omdat hij claimde dat een politieman het parcours was opgelopen. Schranz mocht daarop over skiën en wist een snellere tijd neer te zetten dan Killy. Franse officials claimden echter dat Schranz al voor het 22e poortje een fout had gemaakt en daarom nooit had mogen over skiën. De vijf juryleden besloten zich terug te trekken voor overleg en na een urenlang beraad besloten zij met drie tegen twee stemmen Killy aan te wijzen als winnaar.
- Eugenio Monti (Italië) won eindelijk goud bij het bobsleeën. Nadat hij op de Spelen van 1956 zilver en op de Spelen van 1964 brons won bij de twee- en viermansbob, wist hij deze keer tweemaal goud te winnen.
- De Franse Marielle Goitschel won in eigen land de slalom.
- In het langlaufen ging de overwinning op de 30 km verrassend genoeg niet naar een Scandinaviër, maar naar de Italiaan Franco Nones.
- Voor het eerst werden er dopingtesten en vrouwelijkheidstesten uitgevoerd door de medische commissie.

## Belgische prestaties
- België nam niet deel aan deze Winterspelen.

## Nederlandse prestaties
- Tijdens de openingsceremonie werd het Nederlandse team (vier mannen en vijf vrouwen) voorafgegaan door Stien Kaiser (schaatsen) die de vlag droeg.
- Voor het eerst liet Nederland zich gelden als een sterke schaatsnatie.
- Kees Verkerk werd olympisch kampioen op de 1500 meter. En bij de vrouwen was er goud voor Carry Geijssen (1000 meter) en Ans Schut (3000 meter).

### Nederlandse medailles
| Medaille   | Winnaar        | Onderdeel          |
| ---------- | -------------- | ------------------ |
| Goud (3)   | Carry Geijssen | schaatsen, 1000 m. |
| Goud (3)   | Kees Verkerk   | schaatsen, 1500 m. |
| Goud (3)   | Ans Schut      | schaatsen, 3000 m. |
| Zilver (3) | Kees Verkerk   | schaatsen, 5000 m. |
| Zilver (3) | Carry Geijssen | schaatsen, 1500 m. |
| Zilver (3) | Ard Schenk     | schaatsen, 1500 m. |
| Brons (3)  | Stien Kaiser   | schaatsen, 1500 m. |
| Brons (3)  | Stien Kaiser   | schaatsen, 3000 m. |
| Brons (3)  | Peter Nottet   | schaatsen, 5000 m. |

## Disciplines
Tijdens de Olympische Winterspelen van 1968 werd er gesport in zes takken van sport. In tien disciplines stonden 35 onderdelen op het programma.
| Olympische sport | Discipline         | Onderdelen                | Onderdelen            | Onderdelen                        | Onderdelen                        |
| ---------------- | ------------------ | ------------------------- | --------------------- | --------------------------------- | --------------------------------- |
| Biatlon          | Biatlon            | 20 km (m)                 | 4x 7,5 km (m)         | 4x 7,5 km (m)                     | 4x 7,5 km (m)                     |
| Bobsleeën        | Bobsleeën          | 2-mansbob (m)             | 4-mansbob (m)         | 4-mansbob (m)                     | 4-mansbob (m)                     |
| Rodelen          | Rodelen            | 1-persoons (m)            | 1-persoons (v)        | dubbel (open)                     | dubbel (open)                     |
| Schaatssport     | Kunstrijden        | mannen                    | vrouwen               | paren                             | paren                             |
| Schaatssport     | Schaatsen          | 500 m (m) 500 m (v)       | 1500 m (m) 1000 m (v) | 5000 m (m) 1500 m (v)             | 10.000 m (m) 3000 m (v)           |
| Skisport         | Alpineskiën        | afdaling (m) afdaling (v) | slalom (m) slalom (v) | reuzenslalom (m) reuzenslalom (v) | reuzenslalom (m) reuzenslalom (v) |
| Skisport         | Langlaufen         | 15 km (m) 5 km (v)        | 30 km (m) 10 km (v)   | 50 km (m)                         | 4x10 km (m) 3x5 km (v)            |
| Skisport         | Noordse combinatie | individueel (m)           | individueel (m)       | individueel (m)                   | individueel (m)                   |
| Skisport         | Schansspringen     | normale schans (m)        | normale schans (m)    | grote schans (m)                  | grote schans (m)                  |
| IJshockey        | IJshockey          | mannen                    | mannen                | mannen                            | mannen                            |

### Mutaties
| Sport   | Nieuw                  | Verdwenen (t.o.v. 1964) | Wijzigingen/Opmerkingen |
| ------- | ---------------------- | ----------------------- | ----------------------- |
| Biatlon | 4x7,5 km estafette (m) |                         | Nu 2 onderdelen         |
|         | 1                      | 0                       | 0                       |

## Medaillespiegel
Er werden 106 medailles uitgereikt. Het IOC stelt officieel geen medailleklassement op, maar geeft desondanks een medailletabel ter informatie. In het klassement wordt eerst gekeken naar het aantal gouden medailles, vervolgens de zilveren medailles en tot slot de bronzen medailles.
In de volgende tabel staat de top-10. Het gastland heeft een blauwe achtergrond en het grootste aantal medailles in elke categorie is vetgedrukt.
Zie de medaillespiegel van de Olympische Winterspelen 1968 voor de volledige weergave.
| Plaats | Land                     | NOC | Goud | Zilver | Brons | Totaal |
| ------ | ------------------------ | --- | ---- | ------ | ----- | ------ |
| 1      | Noorwegen                | NOR | 6    | 6      | 2     | 14     |
| 2      | Sovjet-Unie              | URS | 5    | 5      | 3     | 13     |
| 3      | Frankrijk                | FRA | 4    | 3      | 2     | 9      |
| 4      | Italië                   | ITA | 4    | 0      | 0     | 4      |
| 5      | Oostenrijk               | AUT | 3    | 4      | 4     | 11     |
| 6      | Nederland                | NED | 3    | 3      | 3     | 9      |
| 7      | Zweden                   | SWE | 3    | 2      | 3     | 8      |
| 8      | Bondsrepubliek Duitsland | FRG | 2    | 2      | 3     | 7      |
| 9      | Verenigde Staten         | USA | 1    | 5      | 1     | 7      |
| 10     | Finland                  | FIN | 1    | 2      | 2     | 5      |
| 10     | DDR                      | GDR | 1    | 2      | 2     | 5      |

## Deelnemende landen
Zevenendertig landen namen deel aan de Spelen. Marokko debuteerde. Oost- en West-Duitsland kwamen voor het eerst apart van elkaar uit.